# Diocesi di Ermopoli Minore
La diocesi di Ermopoli Minore (in latino: Dioecesis Hermopolitana minor) è una sede soppressa e sede titolare della Chiesa cattolica.

## Storia
Ermopoli Minore, corrispondente all'odierna città di Damanhur nel governatorato di Buhayra, è un'antica sede episcopale della provincia romana dell'Egitto Primo nella diocesi civile d'Egitto, ed era suffraganea del patriarcato di Alessandria.
Sono noti alcuni vescovi bizantini nel IV e V secolo. Con Zaccaria inizia una serie di vescovi della Chiesa ortodossa copta, ancora documentati a metà dell'Ottocento: questa sede è nota con i nomi di Damanhur e di al-Buhayra. Nel 1931 è stata restaurata una metropolia della Chiesa greco-ortodossa di Alessandria.
Dal XIX secolo Ermopoli Minore è annoverata tra le sedi vescovili titolari della Chiesa cattolica; la sede è vacante dal 18 ottobre 1968. Il titolo è stato assegnato a due soli vescovi: Marie-Joseph Cuaz, vicario apostolico del Laos (oggi arcidiocesi di Thare e Nonseng in Thailandia); e James Darcy Freeman, vescovo ausiliare di Sydney.

## Cronotassi

### Vescovi greci
- Agatammone † (prima del 325 - dopo il 343)
- Draconzio † (circa 354 - dopo il 362)[1]
- Sant'Isidoro † (circa 373 - dopo il 384)
- Dioscoro † (394 consacrato - circa 403 deceduto)
- Isaia † (prima del 449 - dopo il 451)
- Gennadio † (prima del 474 - dopo il 480)
- Zaccaria † (prima del 681 - dopo il 689)

### Vescovi titolari
- Marie-Joseph Cuaz, M.E.P. † (12 maggio 1899 - 16 novembre 1950 deceduto)
- James Darcy Freeman † (9 dicembre 1956 - 18 ottobre 1968 nominato vescovo di Armidale)